# Сердце матери (фильм, 1965)
«Сердце матери» — художественный фильм. Первый фильм дилогии о семье Ульяновых, снятый на основе одноимённой книги Зои Воскресенской.

## Сюжет
Действие фильма происходит в 1886—1893 годах в семье Ульяновых. В фильме воссоздан образ матери Владимира Ильича Ленина — Марии Александровны, мужественно пережившей все выпавшие на её долю невзгоды.
Женщина из зажиточной семьи, представительница русской просвещённой интеллигенции, она сумела понять своих детей — революционеров и до конца своей жизни оставалась их самым близким другом.
Жизнь Марии Александровны была необыкновенно трудной. В 1886 году умирает глава семьи Илья Николаевич — подвижник российского просвещения. Теперь на ней одной вся тяжесть заботы о детях. Но едва оправилась Мария Александровна от этого удара, как её настигает новое горе — арест и казнь старшего сына Александра.
… Она сидит в зале среди множества людей и не видит никого и ничего, кроме своего сына, окружённого стражей. И он тоже видит только её, только к ней обращены его последние слова. В них — просьба простить, понять, что не мог он поступить иначе. И он, любимый, талантливый, безрассудный в своей отчаянной смелости, потерян для неё навсегда!
После казни Александра арестована и сослана Анна, умирает от тяжёлой болезни Оленька, за участие в студенческих волнениях попадает под полицейский надзор Владимир. А ведь матери прочат для её сына Владимира «блестящую карьеру» присяжного поверенного… И вновь Ульяновым пришлось менять место жительства. Вместе с детьми Мария Александровна перебралась в Самару. Она шьёт на ручной машинке, а из соседней комнаты доносятся споры участников нелегального кружка. И матери чудится, что вновь она слышит речь казнённого Александра:
«Среди русского народа всегда найдётся десяток людей, которые настолько преданы своим идеям и настолько горячо сочувствуют несчастью своей родины, что для них не составляет жертвы умереть за своё дело…»
Умереть за своё дело — вот что им грозит! И мать принимает решение: она пойдёт с детьми, будет для них опорой, а не помехой. Ведь как ни опасен путь её детей, но другого для них и не может быть.
Осень 1893 года. Молодой Ленин переезжает в Петербург, навстречу великим классовым битвам… А мать, по словам В. И. Ленина, «верный единомышленник» своих детей, ставших профессиональными революционерами, всегда будет с ними, даже в разлуке…

## В ролях
- Елена Фадеева — Мария Александровна Ульянова
- Даниил Сагал — Илья Николаевич Ульянов
- Нина Меньшикова — Анна Ульянова
- Геннадий Чёртов — Александр Ульянов
- Родион Нахапетов — Владимир Ульянов
- Нина Акимова — Ольга Ульянова (в титрах Нина Вильвовская)
- Андрей Богословский — Дмитрий Ульянов в детстве
- Юрий Соломин — Дмитрий Ульянов
- Оля Изгородина — Мария Ульянова в детстве
- Светлана Балашова — Мария Ульянова
- Георгий Епифанцев — Марк Елизаров
- Всеволод Сафонов — Иван Владимирович Ищерский, художник
- Фёдор Никитин — Неклюдов, прокурор
- Виктор Мизин — Горчилин
- Владимир Осенев — министр образования
- Николай Ашихмин — Пашка Осьмихин
- Виталий Чуркин — Федька
- Виктор Салин — Лёнька
- Манефа Соболевская — дама на похоронах
- Маргарита Жарова — поющая баба (нет в титрах)
- Евгений Гуров — член суда (нет в титрах)
- Дмитрий Орловский — преподаватель гимназии (нет в титрах)
- Константин Барташевич — эпизод
- Меркурьев Пётр — заключённый (нет в титрах)
- Белохвстикова Наталия  — Маша (нет в титрах)

## Съёмочная группа
- Автор сценария: Зоя Воскресенская, Ирина Донская
- Режиссёр: Марк Донской
- Оператор: Михаил Якович
- Художник: Борис Дуленков

## Премии
- На II Всесоюзном кинофестивале в Киеве (1966) — первая премия за лучшее исполнение женской роли — актрисе Елене Фадеевой[1].
- Государственной премии СССР 1968 года удостоены режиссёр Марк Донской, сценарист Зоя Воскресенская и актриса Елена Фадеева[1].
- Премия Московской городской комсомольской организации, 1970 г. — актёру Родиону Нахапетову за создание образа Владимира Ульянова в фильмах «Сердце матери» и «Верность матери»[2].